# Żochowski (nazwisko)
Żochowski (forma żeńska: Żochowska; liczba mnoga: Żochowscy) – polskie nazwisko szlacheckie wywodzące się prawdopodobnie z Mazowsza od nazwy osady „Żochy” z której się wywodzili.

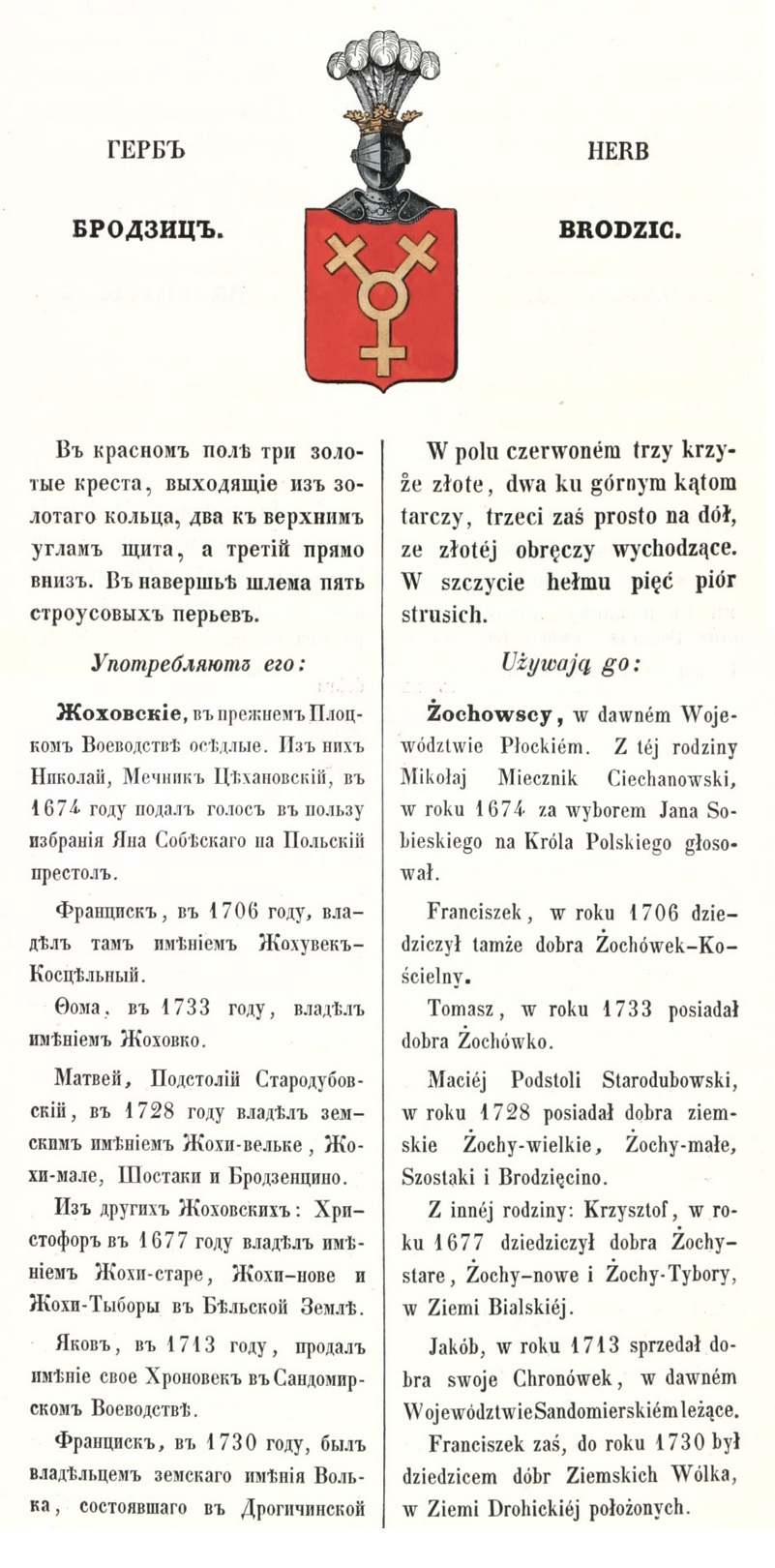
Opis herbu Brodzic z wymienionymi Żochowskimi, którzy się nim posługiwali

## Etymologia nazwiska
Nazwiska z końcówką -ski, jak pisze polski kronikarz Jan Długosz, który w swoich Kronikach sławnego Królestwa Polskiego pisanych w latach 1455–1480, podaje, że w Polsce za czasów Władysława Jagiełły nastał zwyczaj tworzenia nazwisk od posiadłości, tj. przez dodanie końcówki przymiotnikowej ski lub cki. Zasada ta rozciągnęła się na całą szlachtę polską w dobie średniopolskiej, w okresie sarmatyzmu XVI i XVII w. Żochowscy najprawdopodobniej wywodzą się z Żoch pod Ciechanowem, o czym pisał w XVI w. Bartosz Paprocki: 

Dom Żochowskich w ciechanowskim powiecie starodawny

Nazwa osady Żochy wzięła się od słowa żoch, które oznacza:
- Żołądek
- Sak (sieć na ryby)

Biorąc pod uwagę topografię terenu miejscowości, z której się wywodzą Żochowscy (liczne stawy oraz bezpośrednie sąsiedztwo wsi Brodzięcin, której nazwa kojarzy się z brodem), można wywnioskować, iż nazwa wywodzi się od sieci na ryby.
Kolejnymi majątkami od których może wywodzić się nazwisko Żochowski:
- Żochy, koło Ostrowi Mazowieckiej
- Żochy Stare parafia Domanowo[11]
- Żochy Nowe parafia Domanowo[11]
- Żochy parafia Kosów Lacki[12] pod Sokołowem
- Tybory-Żochy[13]
- Żochów w byłym powiecie mieleckim, obecnie Rzochów[14]
- Żochowo Stare i Nowe Żochowo w byłym powiecie płockim
- Żochowo w byłym powiecie rypińskim, gmina Gujsk, parafia Ligowo[15]
- Żochowo (powiat ostrowski) w byłym powiecie łomżyńskim, gmina Szumowo[15]

Wzmianki o mieszkańcach miejscowości, z których wywodzą się Żochowscy:
- 1419 r. w dokumentach sądu ziemskiego w Zakroczymiu wymienia się Falisława z Żoch herbu Brodzic[16]
- w latach 1473 do 1484 zostają wymienieni w dokumentach sądowych m.in. Stefan, Jan, Piotr z Żoch
- 1475 r. w dokumentach sądu w Wyszogrodzie wymienia się Włosta z Żochowa herbu Prus[17]
- 1477 r. występują bracia Mikołaj i Jan de Żochy
- 1479 r. Stefan zwany Żoch z bratem Stanisławem
- 1549 r. w dokumentach sądu ziemskiego w Drohiczynie wymienia się braci Feliksa i Jakuba spadkobierców Żoch herbu Rawicz[18]
- 1558 r. w dokumentach sądu ziemskiego w Drohiczynie wymienia się braci Mateusza zwanego „Butrym” i Jan o przydomku „Żmuda” herbu Lubicz, którzy dziedziczą Żochy[19]
- 1567 r. podkomorzy ciechanowski Piotr Żochowski[20]
- Podczas popisu wojskowego w 1567 r. z Żoch i innych dóbr stawiło się ponad trzydziestu przedstawicieli, większość pieszo
- 1569 r. w czasie przysięgi na wierność Koronie po przyłączeniu Podlasia do Polski odnotowano, że na Żochach i Zadębiu głównym dziedzicem i najbardziej zamożnym był piastujący urząd woźnego ziemskiego Maciej Żoch
- 1580 r. podatek na obronność Rzeczypospolitej w Tyborach-Żochach złożył Jan Żochowski woźny ziemski drohicki[21]

## Rody szlacheckie
| Żochowscy są wymieniani jako klejnotni następujących Herbów: | Żochowscy są wymieniani jako klejnotni następujących Herbów: | Żochowscy są wymieniani jako klejnotni następujących Herbów: | Żochowscy są wymieniani jako klejnotni następujących Herbów:                                                  | Żochowscy są wymieniani jako klejnotni następujących Herbów: | Żochowscy są wymieniani jako klejnotni następujących Herbów:                                                             | Żochowscy są wymieniani jako klejnotni następujących Herbów:                                          |
| Lp.                                                          | Herb                                                         | Nazwa herbu                                                  | Gniazdo rodowe                                                                                                | Parafia                                                      | Uwagi | Przypisy                                                                                              |
| ------------------------------------------------------------ | ------------------------------------------------------------ | ------------------------------------------------------------ | --- | ------------------------------------------------------------ | --- | --- |
| 1                                                            |                                                              | Brodzic                                                      | Żochy: Średnie, Szostaki, Wielkie, Brodzięcino Żochy in. Żochy Milan Stare Żochy, Nowe Żochy Żochowo Podbiele | Kraszewo Piski Domanowo Szumowo                              | W Herbarzach wymienia się Żochowskich głównie jako klejnotnych herbu Brodzic.                                            | [ 2 ] [ 3 ] [ 22 ] [ 8 ] [ 11 ] [ 23 ] [ 24 ] [ 25 ] [ 26 ] [ 27 ] [ 28 ] [ 29 ] [ 30 ] [ 31 ] [ 32 ] |
| 2                                                            |                                                              | Lubicz                                                       | Żochy | Kosów Lacki                                                  | Rody ziemiańskie zamieszkujące dzielnice Mazowieckie – Podlaskie w XV i XVI wieku                                        | [ 33 ] [ 26 ] [ 12 ] [ 28 ] [ 31 ]                                                                    |
| 3                                                            |                                                              | Prus                                                         | Żochowo Kościelne                                                                                             | Żochowo Kościelne                                            | | [ 34 ] [ 35 ]                                                                                         |
| 4                                                            |                                                              | Rawicz                                                       | |                                                              | Rody ziemiańskie zamieszkujące dzielnice Mazowieckie – Podlaskie w XV i XVI wieku                                        | [ 28 ] [ 31 ]                                                                                         |
| 5                                                            |                                                              | Prawdzic                                                     | |                                                              | Rody ziemiańskie zamieszkujące dzielnice Mazowieckie – Podlaskie w XV i XVI wieku                                        | [ 28 ] [ 31 ]                                                                                         |
| 6                                                            |                                                              | Prus III                                                     | |                                                              | Herbem Prus III posługiwali się Żochowscy pochodzący z Żochowa w województwie płockim.                                   | [ 36 ]                                                                                                |
| 7                                                            |                                                              | Starykoń                                                     | |                                                              | Przedstawicielką noszącą herb Starykoń była Józefa Żochowska urodzona ok. 1720 r., żona Jana Świątkowskiego herbu Pobóg. | [ 37 ]                                                                                                |

## Demografia w okresie rozbiorów
Osadnictwo Żochowskich w XIX w. na Mazowszu i Podlasiu przedstawia fragmentarycznie poniższa tabela:
| Szlachta powiatu łomżyńskiego spisana w 1866 roku do celów wojskowych: | Szlachta powiatu łomżyńskiego spisana w 1866 roku do celów wojskowych: | Szlachta powiatu łomżyńskiego spisana w 1866 roku do celów wojskowych: | Szlachta powiatu łomżyńskiego spisana w 1866 roku do celów wojskowych: | Szlachta powiatu łomżyńskiego spisana w 1866 roku do celów wojskowych: | Szlachta powiatu łomżyńskiego spisana w 1866 roku do celów wojskowych: |
| nazwisko                                                               | imię                                                                   | imię ojca                                                              | imię matki                                                             | data urodzenia                                                         | miejsce urodzenia                                                      |
| ---------------------------------------------------------------------- | ---------------------------------------------------------------------- | ---------------------------------------------------------------------- | ---------------------------------------------------------------------- | ---------------------------------------------------------------------- | ---------------------------------------------------------------------- |
| Żochowski                                                              | Apolinary                                                              | Józef                                                                  | Franciszka                                                             | 20 lipca 1836(dts)                                                     | Żochy Nowe                                                             |
| Żochowski                                                              | Franciszek                                                             | Benedykt                                                               | Franciszka                                                             | 26 marca 1837(dts)                                                     | Tybory Żochy                                                           |
| Żochowski                                                              | Franciszek                                                             | Adam                                                                   | Marianna                                                               | 17 września 1839(dts)                                                  | Gosie Sokola Łąka                                                      |
| Żochowski                                                              | Franciszek                                                             | Walerian                                                               | Joanna                                                                 | 2 października 1834(dts)                                               | Szymbory                                                               |
| Żochowski                                                              | Franciszek                                                             | Feliks                                                                 | Jadwiga                                                                | 14 sierpnia 1838(dts)                                                  | Żochy Nowe                                                             |
| Żochowski                                                              | Jan                                                                    | Adrian                                                                 | Marianna                                                               | 28 lipca 1839(dts)                                                     | Żyłowo                                                                 |
| Żochowski                                                              | Julian                                                                 | Stanisław                                                              | Wiktoria                                                               | 8 czerwca 1840(dts)                                                    | Tybory-Wólka                                                           |
| Żochowski                                                              | Józef                                                                  | Walerian                                                               | Joanna                                                                 | 29 października 1837(dts)                                              | Szymbory                                                               |
| Żochowski                                                              | Józef                                                                  | Jan                                                                    | Aniela                                                                 | 9 marca 1839(dts)                                                      | Żochy Nowe                                                             |
| Żochowski                                                              | Józef                                                                  | Andrzej                                                                | Marianna                                                               | 20 marca 1836(dts)                                                     | Żochy Stare                                                            |
| Żochowski                                                              | Józef Dominik                                                          | Józef                                                                  | Aniela                                                                 | 3 sierpnia 1835(dts)                                                   | Brzozowo Stare                                                         |
| Żochowski                                                              | Łukasz                                                                 | Adrian                                                                 | Marianna                                                               | 31 stycznia 1836(dts)                                                  | Żyłowo                                                                 |
| Żochowski                                                              | Mateusz                                                                | Wojciech                                                               | Marianna                                                               | 14 września 1840(dts)                                                  | Żochy Nowe                                                             |
| Żochowski                                                              | Melchior                                                               | Józef                                                                  | Ewa                                                                    | 5 stycznia 1837(dts)                                                   | Tybory Żochy                                                           |
| Żochowski                                                              | Mikołaj                                                                | Feliks                                                                 | Jadwiga                                                                | 5 września 1834(dts)                                                   | Żochy Nowe                                                             |
| Żochowski                                                              | Paweł                                                                  | Jan                                                                    | Marianna                                                               | 19 stycznia 1841(dts)                                                  | Żochy                                                                  |
| Żochowski                                                              | Paweł                                                                  | –                                                                      | –                                                                      | 19 stycznia 1841(dts)                                                  | Ćwikły Dąb                                                             |
| Żochowski                                                              | Stanisław                                                              | Józef                                                                  | Ewa                                                                    | 21 grudnia 1834(dts)                                                   | Tybory Żochy                                                           |
| Żochowski                                                              | Teofil                                                                 | Michał                                                                 | Marianna                                                               | 12 maja 1839(dts)                                                      | Wyszonki-Posele                                                        |
| Żochowski                                                              | Tomasz                                                                 | Michał                                                                 | Marianna                                                               | 20 stycznia 1837(dts)                                                  | Wyszonki Posele                                                        |
| Żochowski                                                              | Wawrzyniec                                                             | Mateusz                                                                | Aniela                                                                 | 22 września 1834(dts)                                                  | Warele Stare                                                           |
| Żochowski                                                              | Wawrzyniec                                                             | Kazimierz                                                              | Marianna                                                               | 11 sierpnia 1839(dts)                                                  | Żochy Stare                                                            |
| Żochowski                                                              | Wojciech                                                               | Adrian                                                                 | Marianna                                                               | 28 kwietnia 1833(dts)                                                  | Żyłowo                                                                 |
| Żochowski                                                              | Wojciech                                                               | Michał                                                                 | Marianna                                                               | 12 kwietnia 1832(dts)                                                  | Wyszonki Posele                                                        |

Występowanie Żochowskich na terenie Litwy:
- Powiat trocki zamieszkiwał Żochowski, który podpisał akces powiatu trockiego do Konfederacyi[38]
- Powiat lidzki zamieszkiwał Żochowski herbu Brodzic[23]

Podczas spisów szlachty na terenie Imperium Rosyjskiego Żochowskich wykazano w księgach rodów szlacheckich w następujących guberniach:
- grodzieńska
- kijowska
- podolska
- wołyńska
  - Żochowski 1826-1849
  - Żochowski 1857-1861[40]
- witebska

Żochowscy w zaborze austriackim:
- Galicję zamieszkiwał Paweł Żochowski, który uzyskał potwierdzenie szlachectwa w oświęcimskim sądzie grodzkim w 1782 r.[41]

## Demografia pod koniec XX w.
Zgodnie z serwisem heraldycznym nazwiskiem tym w Polsce na początku lat 90. XX w. pod względem liczby osób o danym nazwisku zarejestrowanych w bazie PESEL posługiwało się 3195 osób. Taka liczba osób legitymujących się nazwiskiem Żochowski plasowała je na pozycji 1598 wśród najpopularniejszych nazwisk w Polsce. W poniższej tabeli w uproszczony sposób zostało przedstawione na jakim terenie Polski zamieszkiwali.
| Podział administracyjny po reformie 1999 r. | Podział administracyjny po reformie 1999 r. | Podział administracyjny po reformie 1999 r. | Podział administracyjny 1975–1998 | Podział administracyjny 1975–1998 | Podział administracyjny 1975–1998 |
| Położenie                                   | Nazwa                                       | Liczba zarejestrowanych osób                | Położenie                         | Nazwa                             | Liczba zarejestrowanych osób      |
| ------------------------------------------- | ------------------------------------------- | ------------------------------------------- | --------------------------------- | --------------------------------- | --------------------------------- |
|                                             | dolnośląskie                                | 158                                         |                                   | wałbrzyskie                       | 17                                |
|                                             | dolnośląskie                                | 158                                         | wrocławskie                       | 70                                |                                   |
|                                             | dolnośląskie                                | 158                                         | jeleniogórskie                    | 30                                |                                   |
|                                             | dolnośląskie                                | 158                                         | legnickie                         | 41                                |                                   |
|                                             | kujawsko-pomorskie                          | 87                                          |                                   | włocławskie                       | 31                                |
|                                             | kujawsko-pomorskie                          | 87                                          | toruńskie                         | 49                                |                                   |
|                                             | kujawsko-pomorskie                          | 87                                          | bydgoskie                         | 7                                 |                                   |
|                                             | lubelskie                                   | 48                                          |                                   | lubelskie                         | 29                                |
| Województwo zamojskie                       | lubelskie                                   | 48                                          | zamojskie                         | –                                 |                                   |
|                                             | lubelskie                                   | 48                                          | chełmskie                         | –                                 |                                   |
|                                             | lubelskie                                   | 48                                          | bialskopodlaskie                  | 19                                |                                   |
|                                             | lubuskie                                    | 31                                          |                                   | zielonogórskie                    | 29                                |
|                                             | lubuskie                                    | 31                                          | gorzowskie                        | 2                                 |                                   |
|                                             | łódzkie                                     | 51                                          |                                   | łódzkie                           | 31                                |
|                                             | łódzkie                                     | 51                                          | sieradzkie                        | 7                                 |                                   |
|                                             | łódzkie                                     | 51                                          | piotrkowskie                      | 7                                 |                                   |
|                                             | łódzkie                                     | 51                                          | skierniewickie                    | 6                                 |                                   |
|                                             | małopolskie                                 | 14                                          |                                   | krakowskie                        | 13                                |
| Województwo nowosądeckie                    | małopolskie                                 | 14                                          | nowosądeckie                      | –                                 |                                   |
|                                             | małopolskie                                 | 14                                          | tarnowskie                        | 1                                 |                                   |
|                                             | mazowieckie                                 | 1606                                        |                                   | warszawskie                       | 980                               |
|                                             | mazowieckie                                 | 1606                                        | ostrołęckie                       | 129                               |                                   |
|                                             | mazowieckie                                 | 1606                                        | radomskie                         | 8                                 |                                   |
|                                             | mazowieckie                                 | 1606                                        | ciechanowskie                     | 218                               |                                   |
|                                             | mazowieckie                                 | 1606                                        | siedleckie                        | 155                               |                                   |
|                                             | mazowieckie                                 | 1606                                        | płockie                           | 116                               |                                   |
|                                             | opolskie                                    | –                                           |                                   | opolskie                          | –                                 |
|                                             | podkarpackie                                | 3                                           | Województwo rzeszowskie           | rzeszowskie                       | 1                                 |
| Województwo przemyskie                      | podkarpackie                                | 3                                           | przemyskie                        | –                                 |                                   |
| Województwo tarnobrzeskie                   | podkarpackie                                | 3                                           | tarnobrzeskie                     | –                                 |                                   |
| Województwo krośnieńskie                    | podkarpackie                                | 3                                           | krośnieńskie                      | 2                                 |                                   |
|                                             | podlaskie                                   | 640                                         |                                   | białostockie                      | 173                               |
|                                             | podlaskie                                   | 640                                         | łomżyńskie                        | 467                               |                                   |
|                                             | pomorskie                                   | 252                                         |                                   | gdańskie                          | 163                               |
|                                             | pomorskie                                   | 252                                         | słupskie                          | 15                                |                                   |
|                                             | pomorskie                                   | 252                                         | elbląskie                         | 74                                |                                   |
|                                             | śląskie                                     | 100                                         |                                   | katowickie                        | 74                                |
|                                             | śląskie                                     | 100                                         | bielskie                          | 5                                 |                                   |
|                                             | śląskie                                     | 100                                         | częstochowskie                    | 21                                |                                   |
|                                             | świętokrzyskie                              | 4                                           | Województwo kieleckie             | kieleckie                         | 4                                 |
|                                             | warmińsko-mazurskie                         | 116                                         |                                   | olsztyńskie                       | 71                                |
|                                             | warmińsko-mazurskie                         | 116                                         | suwalskie                         | 45                                |                                   |
|                                             | wielkopolskie                               | 10                                          |                                   | poznańskie                        | 8                                 |
| Województwo konińskie                       | wielkopolskie                               | 10                                          | konińskie                         | 1                                 |                                   |
|                                             | wielkopolskie                               | 10                                          | pilskie                           | 1                                 |                                   |
|                                             | wielkopolskie                               | 10                                          | leszczyńskie                      | –                                 |                                   |
|                                             | wielkopolskie                               | 10                                          | kaliskie                          | –                                 |                                   |
|                                             | zachodniopomorskie                          | 75                                          |                                   | szczecińskie                      | 51                                |
| Województwo koszalińskie                    | zachodniopomorskie                          | 75                                          | koszalińskie                      | 24                                |                                   |

## Demografia w XXI w.
Ilość osób posługujących się nazwiskiem Żochowski wg bazy PESEL z podziałem na płeć. Pierwsza kolumna wykresu przedstawia lata 90 XX wieku z podziałem kobiet względem mężczyzn 1598/1597 (ze względu na brak danych podział jest orientacyjny). Wykres nie uwzględnia osób posługujących się podwójnym nazwiskiem.

## Znani przedstawiciele
- Cyprian Żochowski (1635-1693) – metropolita kijowski, halicki i całej Rusi, arcybiskup połocki
- Ryszard Jacek Żochowski (1941-1997) – profesor doktor habilitowany nauk medycznych, polityk, poseł na Sejm
- Stanisław Żochowski (1908-2003) – żołnierz, oficer Wojska Polskiego II RP